# جووانی مانتووانی
جووانی مانتووانی (ایتالیایی: Giovanni Mantovani؛ زادهٔ ۵ فوریهٔ ۱۹۵۵) دوچرخه‌سوار اهل ایتالیا است.
وی در مسابقات کشوری و بین‌المللی در مجموع برندهٔ ۱ مدال نقره شده‌است.